# Jerry McCullough
Jerry McCullough (ur. 26 listopada 1973 w Nowym Jorku) – amerykański koszykarz występujący na pozycji rozgrywającego.

## Osiągnięcia
Na podstawie, o ile nie zaznaczono inaczej.
NCAA
- Uczestnik turnieju NCAA (1993)
- Lider konferencji Big East w przechwytach (2,8 – 1994)

Drużynowe
- Mistrz Francji (2001)
- Wicemistrz Włoch (2005)
- Finalista pucharu:
  - Francji (2001)
  - Włoch (2003)

Indywidualne
- MVP:
  - zagraniczny francuskiej ligi Pro A (1998)
  - meczu gwiazd ligi francuskiej (1998)
  - kolejki Eurocup (4 – 2003/2004)
- Zaliczony do I składu:
  - USBL (1997)
  - defensywnego USBL (1997)
- Uczestnik meczu gwiazd ligi francuskiej (1998)
- Lider 
  - strzelców ligi francuskiej (20,2 – 1998)
  - w przechwytach:
    - USBL (1997)
    - ligi francuskiej (1998)

  - w skuteczności rzutów z gry (1998)